# Flash Gordon (telessérie)
Flash Gordon é uma série de televisão exibida pelo canal estadunidense SyFy, estrelada pelo ator Eric Johnson e inspirada no herói dos quadrinhos de mesmo nome. A única temporada foi ao ar a partir do dia 10 de agosto de 2007 e teve ao todo 22 episódios. Na trama, Steven Gordon é um jovem marcado por uma tragédia familiar: a morte de seu pai num estranho incêndio em um laboratório, que ocorrera quando o herói tinha apenas 13 anos. Passados alguns anos, Steven descobre que o incêndio tem relação com um objeto vindo do espaço. Com a ajuda da namorada Dale Arden (Gina Holden) e do cientista Hans Zarlov (Jody Racicot), Flash descobre que o acidente está ligado ao ditador intergaláctico Ming (John Ralston), que deseja destruir toda a humanidade.

## Elenco
- Eric Johnson - Flash Gordon
- Jody Ralston - Hans Gordon
- Gina Holden - Dale Arden
- Karen Cliche - Baylin
- Anna Van Hooft - Princesa Aura
- Jonathan Lloyd Walker - Rankol